# Chiến tranh ở Abkhazia (1998)
Tránh nhầm lẫn với Chiến tranh ở Abkhazia (1992-1993)
Chiến tranh ở Abkhazia (1998) là 1 cuộc nổi dậy của sắc tộc người Gruzia nhằm chống lại chính quyền ly khai thân Nga là Abkhazia, diễn ra ở quận Gali thuộc nhà nước tự xưng này. Cuộc xung đột đôi lúc được gọi là Chiến tranh 6 ngày của Abkhazia tuy nhiên cái tên này lại là dành cho chiền dịch chống lại phe du kích của Abhazia từ 20 đến 26 tháng 5, trong khi xung đột đã bắt đầu từ trước đó.

## Diễn biến xung đột
18 tháng trước khi xung đột bắt đầu, các nhóm bán vũ trang Gruzia đã tấn công lực lượng quân đội Abkhazia và lính gìn giữ hòa bình Nga tại khu vực này.
Vào đầu tháng 5, 300 chiến binh từ lực lượng bán quân sự Gruzia là Binh đoàn Trắng đã vượt biên sang Abkhazia, ngay sau đó chính phủ Abkhazia đã đặt quân đội của mình trong thế chuẩn bị chiến đấu. Binh đoàn Trắng đã nói rằng họ nhận lệnh từ Tamaz Nadareishvili, lãnh đạo của Chính phủ Cộng hòa Tự trị Abkhazia và thành viên của Hội đồng An ninh Gruzia. Ngoài ra, lãnh đạo của Mkhedrioni là Tornike Berishvili đã tuyên bố rằng 100 thành viên của họ cũng đang chiến đâu ở Abkhazia. Theo các nguồn Gruzia, kể từ ngày 2 và ngày 3 thàng 5 thì các lực lượng Gruzia đã giành quyền kiểm soát những ngôi làng ở Saberio, gần Inguri Dam, Khumushkuri, và đã giết 6 lính Abkhazia khi bọn họ đang cố tài chiếm 2 ngôi làng. Vào ngày 12 tháng 5, Germane Patsatsia đã nói rằng đã từ chức để tham chiến với lực lượng du kích Gruzia ở Abkhazia khi mà anh ta nói rằng họ đang kiểm soát quận Gali.

## Liên kết
1. ↑  Bahcheli, Tozun (2004). De Facto States: The Quest For Sovereignty. Psychology Press. tr. 151. ISBN 9780203485767.
2. 1 2  "Okopka.ru: Татарченков Олег Николаевич. Рикошет (записки военного корреспондента)". okopka.ru.
3. 1 2  "Archived copy" (PDF). Bản gốc (PDF) lưu trữ ngày 26 tháng 3 năm 2009. Truy cập ngày 27 tháng 9 năm 2007.{{Chú thích web}}:  Quản lý CS1: bản lưu trữ là tiêu đề (liên kết)
4. 1 2  Fuller, Liz (ngày 28 tháng 5 năm 1998). "ABKHAZ OFFENSIVE RUINS PEACE PROSPECTS". Newsline. Radio Free Europe/Radio Liberty. Truy cập ngày 4 tháng 8 năm 2016.
5. ↑  Cheterian, Vicken (ngày 1 tháng 12 năm 1998). "Ethnic conflict in Georgia". Le Monde diplomatique.
6. ↑  Fuller, Liz (ngày 21 tháng 4 năm 1998). "Loose Cannons in Abkhazia". Caucasus Report. Quyển 1 số 8. Radio Free Europe/Radio Liberty. Truy cập ngày 4 tháng 8 năm 2016.
7. ↑  Fuller, Liz (ngày 11 tháng 5 năm 1998). "GEORGIA TO BECOME 'ASYMMETRIC FEDERATION?'". Newsline. Radio Free Europe/Radio Liberty. Truy cập ngày 4 tháng 8 năm 2016.
8. ↑  Fuller, Liz (ngày 28 tháng 5 năm 1998). "CONTROVERSIAL GEORGIAN PARAMILITARY ORGANIZATION STILL ACTIVE". Newsline. Radio Free Europe/Radio Liberty. Truy cập ngày 4 tháng 8 năm 2016.
9. ↑  "HAVE GEORGIAN GUERRILLAS SEIZED GROUND IN ABKHAZIA". Monitor. Quyển 4 số 85. Jamestown Foundation. ngày 4 tháng 5 năm 1998.
10. ↑  Fuller, Liz (ngày 13 tháng 5 năm 1998). "GEORGIAN PARLIAMENTARY DEPUTY QUITS TO JOIN GUERRILLAS". Newsline. Radio Free Europe/Radio Liberty. Truy cập ngày 4 tháng 8 năm 2016.